# Hexapanopeus
Hexapanopeus is een geslacht van kreeftachtigen uit de klasse van de Malacostraca (hogere kreeftachtigen).

## Soorten
- Hexapanopeus angustifrons (Benedict & Rathbun, 1891)
- Hexapanopeus beebei Garth, 1961
- Hexapanopeus caribbaeus (Stimpson, 1871)
- Hexapanopeus cartagoensis Garth, 1939
- Hexapanopeus costaricensis Garth, 1940
- Hexapanopeus nicaraguensis (Rathbun, 1904)
- Hexapanopeus orcutti Rathbun, 1930
- Hexapanopeus paulensis Rathbun, 1930
- Hexapanopeus quinquedentatus Rathbun, 1901
- Hexapanopeus rubicundus Rathbun, 1933
- Hexapanopeus sinaloensis Rathbun, 1930